# Antonella Bucci
Antonella Bucci, pseudoniem van Antonella Buccigrossi, (Hausham, 3 maart 1971) is een Italiaans zangeres.
Hoewel haar wortels liggen in Abruzzen werd zij geboren in Duitsland, in het Beierse Hausham, waar ze tot de leeftijd van tien jaar bleef wonen. In 1988 won zij op 17-jarige leeftijd het Italiaanse zangfestival Festival di Castrocaro met het nummer C'è un motivo in più.
Dit resulteerde in december 1989 in een contract bij de Italiaanse platenmaatschappij DDD. Op 19-jarige leeftijd zong zij een duet met Eros Ramazzotti, die ook bij deze platenmaatschappij was aangesloten. Dit Amarti è l'immenso per me, van het album In ogni senso van Ramazzotti, behaalde in de Nederlandse Top 40 de 26ste plaats en stond vijf weken in de hitparades. Het werd door haar ook in het Spaans ingezongen (Amarte es total, van het album En todos los sentidos).
Haar eerste solosingle volgde in 1992 met Le ragazze crescono.
In 1993 nam zij deel aan het Festival van San Remo met het nummer Il mare delle nuvole, met de muziek geschreven door Ramazzotti samen met Adeglio Cogliati. Het lied haalde de finale niet, maar de titel van het nummer werd wel de titel van het debuutalbum van Bucci, waar naast Le ragazze crescono en Il mare delle nuvole acht andere nummers op stonden.
In 1995 en 1996 was Bucci muzikaal medewerkster bij het beroemde Rai Uno-programma Domenica In. In juni 1996 volgde ook haar tweede album, Antonella Bucci genaamd, met tien nieuwe nummers.
In 1998 zong zij samen met Loredana Bertè en Mara Venier het nummer Si può dare di più, een nummer op een album gewijd aan Gianni Morandi.
In 2000 debuteerde zij in het theater met het stuk Eppy, l'uomo che ha costruito il mito dei Beatles ("Eppy, de man die de mythe rond de Beatles vormde"). In 2003 trad zij regelmatig op met O.R.O. (Onde Radio Ovest), een Florentijnse band. In 2005 zong zij een enkele gelegenheid in de tour van Eros Ramazzotti zowel de Italiaanse als de Spaanse versie van het nummer waarmee ze bekend werd, Amarti è l'immenso per me. Sindsdien heeft zij zich teruggetrokken om te werken aan haar derde album.

## Discografie
- Il mare delle nuvole (1993)
- Antonella Bucci (1996)